# Свеса
Свеса (укр. Свеса, рус. Свесса) град је у североисточној Украјини и средиште Сумске области. Суми се налази на реци Свеса, недалеко од границе са Русијом. 

## Историја
Град је основан 1670. године. 

## Становништво
Према процени, у граду је 2011. живело 7.069 становника.
Становништво чине углавном Украјинци. Осим већинског Украјинског становништва у граду живе и Руси и Јевреји.